# Hofstenia miamia
El Hofstenia Miamia es un gusano pantera de tres bandas que pertenece a la familia Hofsteniidae, un tipo de Acoela y al filo de Xenacoelomorpha. Esta familia contiene siete especies en tres géneros.
El tamaño de este gusano es 500 μm (micrómetros) para adultos y 100 μm (micrómetros) para embriones; posee un sistema nervioso simple y un saco intestinal sin salida. Su genoma posee en total 950 Mb de secuencia, la mitad de la secuencia (N50) está contenida en 294 andamios de más de 1 mb en este ensamblaje, con 22,632 genes. 
El genoma de Hofstenia es 53% repetitivo, del cual la mayoría son repeticiones terminales largas derivadas de retrotransposones. En un análisis de componentes principales sobre el contenido genético en 36 genomas de metazoos, anidó el genoma de Hofstenia entre genomas no bilaterianos y de protostomas, lo que indica que contiene un complemento estándar de genes animales.
Por cuanto hace al ciclo de vida y comportamiento de apareamiento, se observa que los miembros de la clase "Turbellaria" son en su mayoría hermafroditas; y respecto al ciclo de vida de los huevos estos huevos eclosionan directamente en adultos en miniatura.

Hofstenia miamia es un gusano muy raro. 